# Rudaki
Rudaki, właśc. Abu Abdullah Dżafar ben Muhammad (ur. 857, zm. ok. 941) – poeta perski, uważany za największego twórcę perskojęzycznego swoich czasów. Rudaki uważany jest także za klasyka literatury tadżyckiej.

## Życiorys
Pochodził z rodziny chłopskiej z miejscowości Pandżrud (lub Pandż Rud) na terenie obecnego Tadżykistanu. Długie lata był nadwornym poetą samanidzkiego emira Nasra II Ibn Ahmada (panującego w latach 914–943), władcy Chorasanu i Transoksanii. Siedziba dworu znajdowała się w Bucharze (Uzbekistan). Pod koniec życia został jednak wydalony z dworu i ostatnie lata spędził biednie w swej rodzinnej miejscowości. Był już wówczas niewidomy, niektóre źródła sugerują również celowe oślepienie. Powodem wydalenia mogła być jego przyjaźń z obalonym w 937 r. wezyrem Nasrem II Belamim lub udział w ruchu karmatów.
Z całej twórczości Rudakiego, podobno bardzo obfitej, do naszych czasów zachowało się nieco ponad 2000 wersów, stanowiących w głównej mierze mniejsze lub większe fragmenty innych utworów. Są to kasydy, gazele, poematy dydaktyczne, wiersze satyryczne, elegie. Jego twórczość nawiązywała do życia codziennego, wychwalanego jako najlepszego nauczyciela. Styl, utworzony przez Rudakiego i jego współczesnych, panował w poezji perskiej do połowy XI w.
Przekład kilkunastu drobnych utworów Rudakiego ukazał się w tomie Dywan perski autorstwa Władysława Dulęby, Kraków 1977.